# Warmia i Mazury
Warmia i Mazury – czasopismo społeczno-kulturalne, wydawane w latach 1955–1990 oraz w latach 2000-2001 w Olsztynie (początkowo pt. „Mazury i Warmia” jako dodatek do „Głosu Olsztyńskiego”).

## Historia
Upowszechniało tematykę regionalną, historyczną i współczesną, odegrało ważną rolę w rozwoju kultury regionu, zamieszczało utwory poetów i prozaików związanych z Warmią i Mazurami (wkładka „Olsztyn Literacki”), krytykę literacką i teatralną, organizowało święto Warmii i Mazur. Redaktorzy naczelni: Henryk Święcicki (inicjator założenia pisma), Jan Aleksander Król, Walter Późny, Henryk Panas, Gerard Skok, Tadeusz Willan.
Od maja 1955 wydawane jako miesięcznik, od 1956 – dwutygodnik, od 1958 ponownie miesięcznik, od 1982 jako dwutygodnik w zmienionej szacie graficznej, 1989 ponownie miesięcznik.
W połowie października 2000 r. tytuł wrócił na rynek. Ukazał się w nowej formule z okazji Kongresu Kultury Warmii, Mazur i Powiśla (15.10.2000 r.). Redaktorem naczelnym pierwszego numeru był poeta Kazimierz Brakoniecki. Następne redagowali Michał Kasperowicz i Tadeusz Prusiński, a wydawcą tego w założeniu miesięcznika było Stowarzyszenie Kulturalne MEM. Do końca 2001 r. ukazało się jeszcze dziesięć numerów „Warmii i Mazur”, współfinansowanych przez Urząd Marszałkowski w Olsztynie. Trudności finansowe spowodowały jego likwidację z końcem 2001 roku.